# Heterospilus fonsecai
Heterospilus fonsecai (лат.) — вид наездников рода Heterospilus из подсемейства Doryctinae семейства бракониды (Braconidae). Встречаются в Центральной Америке: эндемик Коста-Рики.

## Описание
Мелкие перепончатокрылые насекомые, длина около 4,0 мм. Отличается гладким мезоскутумом и жёлтыми стигмами. Лоб и лицо бороздчатые. Скутеллюм гладкий. Основная окраска коричневая (от светлой до тёмной); скапус и ноги жёлтые. Жгутик коричневый (состоит из 26—28 члеников). 1-й тергит брюшка продольно бороздчатый, 4-7-й тергиты гладкие. Яйцеклад по длине длиннее метасомы. В переднем крыле развита радиомедиальная жилка. Передняя голень с единственным рядом коротких шипиков вдоль переднего края. На задних тазиках ног есть отчётливый антеровентральный базальный выступ, вертекс головы сбоку у глаз нерезко угловатый. Предположительно, как и другие виды рода Heterospilus, паразитируют на жуках или бабочках. Вид был впервые описан в 2013 году американским гименоптерологом Полом Маршем (Paul M. Marsh; Норт-Ньютон, Канзас, США) с группой американских коллег-энтомологов (Wild Alexander L., Whitfield James B.; Иллинойсский университет в Урбане-Шампейне, Эрбана, Иллинойс, США). Вид назван в честь энтомолога G. Fonseca, который собрал типовую серию
.